# Лут Іван Андрійович (колгоспник)
Іван Андрійович Лут (укр. Іван Андрійович Лут; 7 липня 1925, село Мутіхи — 9 грудня 1974) — голова колгоспу імені XVIII з'їзду ВКП(б) Чорнобаївського району Черкаської області. Герой Соціалістичної Праці (1971).
Народився 7 липня 1925 року в селянській родині в селі Мутихи (нині не існує, затоплено при спорудженні Кременчуцького водосховища, територія сучасної Черкаської області України).
Закінчив Уманський сільськогосподарський інститут . Був головою колгоспу імені XVIII з'їзду ВКП(б) Чорнобаївського району. За видатні досягнення у трудовій діяльності був удостоєний 1974 року звання Героя Соціалістичної Праці за високі показники у розвитку сільського господарства.

## Нагороди
- Герой Соціалістичної Праці — указ Президії Верховної Ради від 8 квітня 1971 року
- Орден Леніна